# The Creationists
The Creationists. The Evolution of Scientific Creationism ist ein 1992 publiziertes Buch von Ronald Numbers über die historische Entwicklung des Kreationismus. Es stellt die Anfänge des Kreationismus mit seinen Ursprüngen im 19. Jahrhundert dar und zeichnet die Hauptepochen kreationistischer Konzepte bis etwa 1990 nach. 2006 erschien eine Neuauflage, die um je ein Kapitel zur Entstehung der Intelligent-Design-Bewegung und zur Rezeption des Kreationismus außerhalb der englischsprachigen Welt erweitert wurde.

## Inhaltsübersicht
In seinem Buch beschäftigt sich Numbers mit dem wissenschaftlichen Kreationismus im weiteren Sinne. Das heißt, dass in die Arbeit nur Beiträge aufgenommen wurden, die von christlichen Naturwissenschaftlern oder naturwissenschaftlich interessierten christlichen Laien aus den USA (und teilweise aus Großbritannien) stammen. Nicht aufgenommen wurden volkstümliche, im engeren Sinne theologische oder agnostische Beiträge und solche aus jüdischen oder muslimischen Traditionen.
Das Hauptergebnis der Studie von Ronald Numbers ist der fundamentale Wandel der Konzepte der Kreationisten in den letzten ca. 130 Jahren. Den Wendepunkt in der Entwicklung des sogenannten wissenschaftlichen Kreationismus stellen die Schriften des adventistischen Seelsorgers George McCready Price dar. Price gilt als Popularisator einer Behauptung von Ellen G. White, die noachitische Flut habe die heute zu findenden erdgeschichtlichen Formationen mit ihren Fossilien verursacht.
Diese Vorstellung wurde von Price in den 1920er Jahren zum Konzept der sogenannten Flut-Geologie entwickelt. Ihre Vertreter nennt man kurz „Flooder“. Vor dem Erscheinen von Prices Buch teilten sich die Kreationisten in zwei Gruppen:
- Eine Gruppe behauptete, dass die Tage aus Genesis 1 in Wirklichkeit sehr lange dauerten. Zur Gruppe der „Day Ager“ gehörte unter anderem George F. Wright.
- Eine andere Gruppe behauptete, es gebe zwischen den ersten Versen der Bibel und dem Beginn des ersten Schöpfungstages eine historische Lücke. Diese Schule vertritt die sogenannte Lückentheorie und die Vorstellung, dass in dieser historischen Lücke zahlreiche Katastrophen und Wiedererschaffungen stattgefunden hätten. Ihre Vertreter werden deshalb auch manchmal als „Ruinists“ bezeichnet.

„Ruinists“ und „Day Ager“ dominierten die Diskussion unter den amerikanischen Kreationisten in der Zeit von 1860 bis 1920. Von 1920 bis etwa 1960 kann man die Phase der von Price und den Adventisten dominierten Flut-Geologie abgrenzen. In diese Zeit fällt die Geschichte von zwei Instituten, der Religion and Science Association (RSA) und der Deluge Geology Society (DGS).
Die RSA wurde 1935 von George McCready Price und Dudley Joseph Whitney gegründet und bestand nur etwa zwei Jahre. Sie war die erste Organisation ihrer Art in Amerika. In die RSA sollten nach Prices Vorstellung nur „Flooder“ aufgenommen werden. Vertreter der „Day-Age“-Theorie und der Vorstellung einer präadamitischen Schöpfung sollten ausgeschlossen sein. An dieser engen Konzeption zerbrach die RSA sehr schnell. Beispielhaft für diese Situation war der Streit zwischen Byron C. Nelson und Whitney über die Frage, ob es nach der Schöpfung, wie Byron behauptete, keine Veränderung der Spezies gegeben habe, oder ob es, wie Whitney annahm, große Veränderungen (Mutationen) gab. Dabei ging es unter anderem um die Frage, ob alle Tierarten, die es heute gibt, in Noahs Arche gerettet wurden oder ob es nach der Flut eine Art Mini-Evolution zur Erzeugung der heute lebenden Arten gegeben habe. Eine andere Position wurde von L. Allen Higley, einem promovierten Chemiker von der University of Chicago, vertreten. Higley vermutete die Existenz von zwei Schöpfungen und zwei Fluten und nahm an, dass die Chaoswasser aus Genesis 1 das Grab der Saurier seien. Er war also ein „Ruinist“. Bereits nach der ersten von der RSA im März 1936 initiierten Konferenz, die Higley organisiert hatte, vertieften sich die Gräben zwischen den Fraktionen, was zur Auflösung dieser ersten kreationistischen Gesellschaft führte.
Die Deluge Geology Society (DGS) wurde von Price, Harold W. Clark und Benjamin Franklin Allen 1938 als eine stark adventistisch geprägte Nachfolgerin der RSA gegründet. Die DGS überlebte den Zweiten Weltkrieg, zerfiel aber 1947 im Streit über ähnliche Probleme wie die alte RSA.
Am Ende der DGS gründeten die beiden adventistischen Kreationisten Allen und Burdick „Amazing Discoveries, Inc.“, mit dem Ziel, mehr fossile Fußspuren zu finden, und in einem geheimen Unternehmen („Sacred History Research Expedition“) zur Entdeckung der Arche Noah wollten sie die ganze Welt am „M Day“ (Message Day) auf einen Schlag von der Flut-Geologie überzeugen: „Only a Sudden, Pent up, and Spectacular Announcement fully prepared in secret, can gain the full attention of the whole world to our Message.“
Mit Henry M. Morris’ und John C. Withcombs 1960 veröffentlichtem Buch The Genesis Flood begann eine Epoche in der Geschichte des Kreationismus, die von einer anti-adventistischen Stimmung geprägt war: Morris et al. versuchten die von Price popularisierte Flut-Geologie von seinem Namen zu trennen. In diese Zeit fällt die Geschichte von zwei Instituten, der Creation Research Society und ihrem Institut und dem adventistischen Geoscience Research Institute.
Ab 1970 setzte sich der gravierendste Wandel in der Geschichte des Kreationismus durch. Hatten bis dahin die Kreationisten vor allem auf den Unterschied zwischen Kreationismus und Evolution hingewiesen, wurde nun aufgrund des Ansehensverfalls der Bibel und zur Popularisierung der kreationistischen Thesen zunehmend die Vergleichbarkeit von Schöpfung und Evolution behauptet. Während also die Ära Price von dem Versuch geprägt war, die moralische Überlegenheit der Bibel gegenüber einer unmoralischen Wissenschaft herauszustellen, vertreten Kreationisten in den USA seit 1970 zunehmend die Ansicht, der Kreationismus sei als Wissenschaft der Evolution gleichzustellen. Seit etwa 1990 vertreten Kreationisten in den USA zunehmend Intelligent Design.

### Kreationismus und Naturwissenschaften
Das Verhältnis von Kreationismus und Naturwissenschaften hat sich auch in einer anderen Hinsicht gravierend gewandelt. Vor der von Morris, Whitcomb und dem langjährigen Leiter des ICR Walter Lammert dominierten Epoche hatten sich Kreationisten im Wesentlichen darauf beschränkt, „Schreibtischarbeit“ zu leisten, indem sie etwa immer wieder auf vermeintliche Fehler und Mängel der Evolutionstheorie hinwiesen. Seit den späten fünfziger Jahren wird der Anspruch der Kreationisten, Wissenschaft zu treiben, ernster genommen. Das hat vor allem damit zu tun, dass die Protagonisten zunehmend Naturwissenschaftler sind und nicht mehr wie früher in der Mehrzahl gebildete Laien.
Obwohl es bis heute außer einer Arbeit von Steven A. Austin über Kohleflöze keine einzige wissenschaftliche Publikation gibt, die geeignet wäre, die Thesen der Flut-Geologie zu stützen, hat sich dennoch unter den Kreationisten zunehmend der Anspruch durchgesetzt, als Wissenschaftler ernst genommen zu werden und Betrug und bloße Behauptungen in den eigenen Reihen nicht mehr ohne weiteres zu dulden. Allerdings wurde dieser Anspruch in den siebziger Jahren durch Kelly Segrave und Robert E. Kofahl wieder konterkariert.

### Diskriminierung kreationistischer Wissenschaftler
In zwei Büchern, Henry M. Morris’ History of Modern Creationism (1984) und Gerald R. Bergmanns The Criterion: Religious Discrimination in America (1984), ist ausführlich von den Nachteilen die Rede, die Kreationisten erleiden würden, wenn sie sich als Wissenschaftler oder Studenten zu ihrer Überzeugung bekennen würden. Numbers weist in einer Reihe von Fällen nach, dass diese Behauptungen falsch sind. Auch die Behauptung von Kreationisten, ihre Arbeiten würden nicht in wissenschaftlichen Zeitschriften gedruckt, sodass sie keinen Zugang zur „scientific community“ hätten, kann widerlegt werden. 1985 erbrachte eine Untersuchung von 135.000 an 68 führende wissenschaftliche Zeitschriften eingereichten Veröffentlichungen, dass lediglich 18 kreationistische Thesen unterstützt hatten. Von diesen 18 kreationistischen Texten wurden 13 bei pädagogischen Zeitschriften, vier bei anthropologischen Zeitschriften und nur eine einzige bei einer biologischen Fachzeitschrift eingereicht. Keine der Arbeiten wurde zur Veröffentlichung angenommen, und eine Kontrolle der von den Referees verfassten Begründungen für die Ablehnung ergab stets, dass die eingereichten Artikel mangelhaft sachlich begründet waren.

### Seriosität und Repression
Numbers legt dar, dass die interne Kritik von Butler an der eigenen Gesellschaft und die Distanzierung des ICR von dem Betrüger Burdick wichtige Stationen der kreationistischen Gesellschaften auf dem Weg zu mehr Seriosität und einer größeren gesellschaftlichen Anerkennung waren. Auch die Kritik des GRI an den gefälschten Riesenmenschenspuren vom Paluxy River (die Kritik wurde vor allem von Berney Neufeld in Origins [1975] geleistet) und die Abgrenzung gegenüber den Behauptungen Robert V. Gentrys über radioaktive Isotope in Granit sind Meilensteine kreationistischer Selbstkritik.
Die Ideen von Thomas G. Barnes über die Instabilität des Erdmagnetfeldes konnten, obwohl sie inzwischen sehr wohl ernstzunehmender Gegenstand von Forschungen sind, das Ansehen des CRI nicht verbessern, da Barnes seine Idee mit Spekulationen über die Vereinheitlichung der Physik vermengte.
Allerdings verschweigt der Bericht von Numbers auch nicht die repressive Politik von Robert Pierson, dem Präsidenten der Adventgemeinde, gegenüber dem GRI und dem praktischen Forschungsverbot für die Wissenschaftler des GRI, die dann in das – wie Numbers sagt – „adventistische Gulag“ an der Andrews University auswanderten. Parallel dazu zeichnet Numbers die restriktive Personalpolitik Lammerts im ICR nach, in dessen Folge alle Wissenschaftler, die nicht an die Flutgeologie glaubten, konsequent ausgeschlossen wurden – eine Haltung, die Lammert nicht lange durchhalten konnte, ohne seine besten Mitarbeiter zu verlieren, was mutatis mutandis auch für das adventistische GRI gilt.
Numbers schließt, dass die Entwicklung des Kreationismus nicht nur unter der Bevormundung durch die konservative kirchliche Administration gelitten habe, was für die Adventgemeinde im Allgemeinen zutreffen dürfte. Als gravierender sieht Numbers die weit verbreitete Tendenz unter den Kreationisten verschiedener Herkunft an, sich in harter gegenseitiger Kritik zu zermürben.

### Zugang zu Quellen
In einem Absatz im Anhang des Buches (Seite 347) weist Numbers auf die Tatsache hin, dass eine Reihe von Personen und Institutionen die Publikation und die Zitation von Dokumenten verboten hat. So wurden zum Beispiel die Unterlagen der Adventgemeinde über den erzwungenen Austritt von H. M. Marsh aus dem „Geoscience Research Institute“ nicht zur Publikation freigegeben. Auch Versuche, den Autor unter Druck zu setzen, Sachverhalte zugunsten bestimmter Personen darzustellen, kamen nach Aussage von Numbers vor.

### Themen kreationistischer Kritik an der Evolutionstheorie und an der Geologie
Obwohl Numbers eine prinzipiell historiographische Arbeit verfasst hat, werden dennoch alle wichtigen inhaltlichen Probleme immer wieder in den Text eingeflochten. Die einzige originelle Konzeption der Kreationisten stammt von H. W. Clark und ist als „Ökologische Zonationstheorie der Flut-Geologie“ bekannt geworden. Darüber hinaus beschränkt sich der Kreationismus auf die Infragestellung einiger Methoden oder Prinzipien der Evolutionstheorie und der Geologie (C14-Datierung, Overthrust, geological column usw.). Das ist auch einer der Gründe, weshalb manche Kreationisten auf ganz andere Kritikpunkte an der Evolutionstheorie hinweisen. Ein gutes Beispiel hierfür sind die Arbeiten von Ritland und Coffin, Roth und Clark. Ritland betont das Argument der Vitalisten, Organismen könnten nicht zufällig entstanden sein. Nach dem Ausscheiden von Marsh aus dem adventistischen GRI sind diese beiden Bücher von Coffin und Ritland ein Dokument konkurrierender Überzeugungen innerhalb des adventistischen Kreationismus.

### Einzeldarstellung
Die folgenden Abschnitte stellen die Positionen amerikanischer Kreationisten unter dem Gesichtspunkt ihrer Qualifikation im Einzelnen dar. Die Gliederung folgt im Wesentlichen der Darstellung in Numbers Buch.

#### Wissenschaftliche Kreationisten mit biologischer oder geologischer Qualifikation

##### Louis Agassiz
Hauptartikel: Louis Agassiz
Wissenschaftler wie Louis Agassiz (1807–1873), Professor am Museum für vergleichende Zoologie an der Harvard University in Boston, und sein kurzzeitiger Lehrstuhlnachfolger und Schüler John McCrady (1831–1881) lehnten zwar die Evolutionstheorie ab (Agassiz aus wissenschaftlichen Gründen, McCrady aus religiösen), bildeten aber eine definitive Minderheit unter den amerikanischen Wissenschaftlern. Zudem war 1874 der bekannte amerikanische Geologe und Herausgeber des American Journal of Science James Dwight Dana zur Evolutionstheorie konvertiert, sodass nach dem Tode von Agassiz und der vom Rektor der Harvard-Universität erzwungenen Demissionierung von McCrady in ganz Nordamerika nur zwei Wissenschaftler offiziell die Darwin’sche Theorie ablehnten: John William Dawson (1820–1899) an der kanadischen McGill University und Arnold Henri Guyot, Professor für physikalische Geographie und Geologie (1807–1884) am College of New Jersey.

##### Arnold Guyot
In seinem Hauptwerk vertrat Guyot die Meinung, dass die Materie, das Leben und der Mensch das Ergebnis eines spezifischen Schöpfungsaktes Gottes waren. Es habe zwar sehr wohl eine Evolution des Lebens gegeben, nur sei daraus der Mensch gerade nicht hervorgegangen. Zu seiner Entstehung bedurfte es eines speziellen Schöpfungsaktes Gottes. Das schließt ein, dass die Erde sehr alt ist und dass der noachitischen Flut keine besondere Bedeutung für die Geologie zukommt, wie die Flut-Geologie später behaupten wird.

##### John William Dawson
Dawson dagegen, ein Schüler des britischen Geologen Charles Lyell, vertrat zwar die Äonen-Interpretation der Genesistage, die Lokalität der Flut sowie die kurze Geschichte des Menschen, wollte aber die Möglichkeiten göttlichen Schöpfungshandelns nicht begrenzen. Schöpfung hieß für ihn, dass alle Dinge durch Gottes Willen geschaffen seien, dass sich Gott dabei aber sehr wohl der Naturgesetze bedienen könne, also auch der Evolution.

##### Zusammenfassung
Im letzten Viertel des 19. Jahrhunderts vertraten die hier genannten Autoren die akademische Kritik an der Darwin’schen Theorie in Nordamerika. Eine repräsentative Fassung des wissenschaftlichen Schöpfungsglaubens in dieser Zeit sah also etwa so aus:
- Vor vielen Millionen Jahren schuf Gott die Welt.
- Die Planeten und Sonnen bildeten sich wahrscheinlich gemäß der Kant-Laplace’schen Theorie aus rotierenden Gasnebeln.
- Gott rief auf der Erde das Leben ins Dasein, das sich gemäß der Darwin’schen Theorie entwickelte.
- Vor nicht allzu langer Zeit erschuf Gott, eventuell durch gelenkte Evolution und womöglich aus einem gemeinsamen Vorfahren von Affen und Menschen, irgendwo in Zentralasien den Menschen.
- Noahs Flut war ein regional begrenztes Ereignis, universal nur für den Horizont der Betroffenen.

Die moralische Haltung dieser Epoche, in der einige wenige christlich motivierte Skeptiker der Evolutionstheorie das Banner des Kreationismus hochhielten, lässt sich mit dem Motto umschreiben: Wenn man alle Schwierigkeiten mit dem Hinweis auf ein Wunder bereinigen möchte, braucht man gar keine Wissenschaft.

#### Wissenschaftliche Kreationisten anderer Fachrichtungen
Edward Hitchcock (1793–1864) war Geologe am Amherst College und publizierte in Bibliotheca Sacra. Er schrieb 1863 über Darwin, dieser mache Gott unnötig und verteidige den Materialismus. Wichtig sei aber die Frage, ob die Evolution eine korrekte Hypothese sei, und nicht, ob sie mit unseren religiösen Vorstellungen übereinstimme.
Enoch Fitch Burr (1818–1907) war ein wissenschaftlich gebildeter kongregationalistischer Kirchenmann.
George D. Armstrong (1813–1899) war ein Princeton-Absolvent, Dozent am Washington College in Virginia für Chemie und Geologie und später Pfarrer der First Presbytarian Church in Norfolk. Seine Position ähnelte der von Guyot. Er hielt es für möglich, Bibel und Evolution in Übereinstimmung zu denken. Die Ablehnung der Evolution durch viele Christen lag seiner Meinung nach darin begründet, dass die Evolution den Gedanken an eine Welt nahelege, die wie eine automatische Maschine funktioniere.
Herbert W. Morris (1818–1897) war zeitweise Professor für Mathematik an der Newington Collegiate Institution. Er vertrat die Konzeption einer wundersamen Schöpfung in sechs buchstäblichen und natürlichen Tagen. Er hielt Evolution und Bibel für unvereinbar, glaubte aber an eine historische Lücke zwischen dem ersten und dem zweiten Vers der Genesis (Gap-Theory). Dies hielt er aufgrund der Befunde der Geologie für notwendig und meinte, dass die Flut lediglich in dem Sinne universal war, dass sie alle Menschen tötete, die nicht in der Arche waren.

#### Klerikale Kreationisten im ausgehenden 19. Jahrhundert
In den USA des ausgehenden 19. Jahrhunderts existierten auch eine Reihe von kirchlichen Kritikern der Evolutionstheorie; Numbers nennt sie „klerikale Kreationisten“. Ihr Motto kann mit einem Satz von T. De Witt Talmage umschrieben werden: „Wer die Wunder weginterpretiert, verrät die Bibel.“ Diese Kreationisten vertraten ebenfalls die Äonentheorie der Genesis-Tage. Zu ihnen zählten Charles Hodge (1797–1878) vom Princeton Theological Seminary und sein Schüler Robert Lewis Dabney (1820–1898), die mit einem Urteil über die präadamitische Welt zumindest zurückhaltend waren, im Prinzip aber Guyots und Danas Epochen-Interpretation (Day-Age) der Schöpfungstage zustimmten.

##### Dwight L. Moody
Ähnliches gilt für Dwight Lyman Moody und seine Schüler H. L. Hastings, Luther Tracy Townsend und Alexander Patterson. Hastings veröffentlichte in seiner Reihe „Die anti-ungläubige Bibliothek“ auch eine Serie von vier kreationistischen Abhandlungen, die Robert Patterson 1885 unter dem Titel The Errors of Evolution als Buch herausgab.

##### H. L. Hastings
Hastings (1833?–1899) äußerte sich polemisch zur Frage der „äffischen Abstammung“ des Menschen. Er glaubte an eine präadamitische Erde, die so alt sei, dass „sie Zeit genug gehabt hätte, in ihrem Schlamm all die Probleme zu erzeugen, mit denen sich die Geologen heute plagen“.

##### Luther Tracy Townsend
Einer der bekanntesten kirchlichen Kritiker der Evolution war der presbyterianische Pfarrer Luther Tracy Townsend (1838–1922), von 1868 bis 1893 Professor für Hebräisch und Neutestamentliches Griechisch am Boston Theological Seminary und später seit der Gründung der Bible League of North America 1903 zeitweise in deren Directory Board. In seinen Büchern erklärte er, die Genesis sei eine einfache, geradlinige Erzählung der Tatsachen, wie sie sich wirklich ereigneten. Dennoch versuchte Townsend den Bericht der Bibel in Übereinstimmung mit den Theorien der Geologen zu bringen und legte indirekt die Regel „ein Tag gleich tausend Jahre“ zugrunde. Townsend erklärte, er sei offen für Korrekturen seiner Ansichten, wenn die paläontologische Forschung dies nötig mache.

##### Alexander Patterson
Alexander Patterson war ein persönlicher Freund von Moody und lehrte viele Jahre am Moody Bible Institute (MBI). Sein Buch The Other Side of Evolution (1903) fand weite Verbreitung vor allem durch die Initiative von Reverend A. C. Dixon, der es beim Vorläufer der Moody Press, der „Bible Institute Colportage Association“, herausgab, damit MBI-Studenten es vom Gospel Wagon aus verkaufen konnten. Ähnlich wie Hastings und Townsend glaubte Patterson an einen „hiatus historicus“ zwischen dem ersten und zweiten Vers der Bibel: In diesem Intervall liege alles das, wovon uns die Geologie erzählt, hier sei der Ort, an dem die fossilen Kreaturen lebten und starben, all dies übergehe der biblische Bericht mit Schweigen. Ob Gott für die Erschaffung des Gartens Eden präadamitische Lebewesen benutzt habe oder nicht, hielt Patterson für nicht so wichtig wie die Frage, ob der Mensch von einem nichtmenschlichen Wesen herstamme. Patterson beanspruchte ein Mitspracherecht in der Wissenschaft an den Punkten, die ein allgemeines Interesse berührten. Die Evolutionstheorie müsse sich vor dem Gerichtsstuhl christlichen Gemeinsinnes rechtfertigen, indem ein kluger nichtwissenschaftlicher Geist die beste Jury sei. Für den Fall, dass die Evolution den Sieg davontrage, sagte er einen allgemeinen Verfall der Moral und Schaden für den christlichen Glauben voraus.

### Konservative Kreationisten in der Mitte des 19. Jahrhunderts: Lord und Lord
Die Arbeiten der Brüder Lord sind insofern einzigartig, als sie über viele Jahre hinweg die einzige publizistisch gut artikulierte Stimme für eine weit verbreitete populäre Grundhaltung waren, die sich allerdings im akademischen Klima kaum niederschlug: den Glauben an die Ussher-Version einer Weltgeschichte von ca. 6000 Jahren. Eleazar Lord (1788–1871) und David Nevins Lord (1792–1880) waren aktive christliche Laien, Eleazar in der presbyterianischen und David in der kongregationalistischen Kirche. Eleazar war zuerst Präsident der Manhattan Fire Insurance Company und später Vorsitzender der New York and Erie Railroad, während sein Bruder sich im Kurzwarenhandel betätigte.
Eleazar Lord plädierte für eine wörtliche Interpretation der Genesis und hielt die noachitische Flut für die Ursache der stratigraphischen Ordnung fossiler Funde. Sein Bruder David behauptete, dass sich der mosaische Bericht und die geologischen Theorien gegenseitig ausschlössen. In dem von ihm zwischen 1848 und 1861 edierten Theological and Literary Journal verfasste er viele Angriffe auf die historische Geologie und die Entwicklungslehre. Darin lehnte er auch die diluviale Lösung (Sedimentierung durch die Flut) seines Bruders ab und glaubte an eine Stratifikation vor und nach der Flut. Er teilte auch die Vorstellung, dass die Tiere nicht als Paare, sondern als Gruppen erschaffen wurden.

### George Frederick Wright und der Fundamentalismus
Anhand der persönlichen Entwicklung von George Frederick Wright (1838–1921) zeichnet R. Numbers die Veränderung des geistigen und wissenschaftlichen Klimas zwischen 1860 und 1910 nach. Wright schloss 1863 seine Ausbildung als Seelsorger am Oberlin College ab und diente in Bakersfield (Vermont) als Pfarrer der Kongregationalisten. Er beschäftigte sich mit Geologie, studierte auf eigene Faust Geländeformationen und erwarb sich durch Lektüre von Darwins Origin und Charles Lyells Geological Evidences of the Antiquity of Man (1863) solide Kenntnisse der Problemlage. In dieser Zeit teilte er die Meinung des orthodox-religiösen amerikanischen Botanikers Asa Gray (1810–1888), der eine theistische Interpretation des Darwinismus vertrat. Nach dieser Meinung nahm die Evolution einen von Gott gewollten Verlauf.

#### George Frederick Wright
Die Biographie George Frederick Wrights demonstriert sehr gut die Konflikte zwischen Theologie und Naturwissenschaft, die den gesamten amerikanischen Kreationismus des 19. Jahrhunderts prägten. Numbers gibt im Anschluss an dieses Kapitel eine Analyse des Zusammenhangs zwischen dem Fortschreiten kreationistischen Gedankengutes und dem Entstehen des modernen christlichen Fundamentalismus in den USA, die A.C. Dixon mit seiner Schriftenreihe The Fundamentals (1910–1915) anstieß.

#### Harry Rimmer
Ein ganzes Kapitel ist Harry Rimmer gewidmet, der durch seine furiosen Auftritte und Wettkämpfe die kreationistische Attraktion der zwanziger und dreißiger Jahre in den USA war. Rimmers Karriere begann als Grobschmied, Holzfäller, Sägearbeiter und Hafenarbeiter und führte ihn schließlich vom Bergbauingenieur, Soldaten und Preisboxer direkt zur homöopathischen Medizin und von dort über das Amt eines Geistlichen der Quäker und dann der Presbyterianer zum „Research Scientist“, Buchautor und Kampfredner. Sein „Institutslabor“, das er in einer Garage anlegte, beherbergte eine Sammlung von Affenschädeln und Präparate menschlicher Embryonen.
Im Folgenden beschreibt Numbers vor allem die Entwicklung der modernen „Creation Science“, also die Geschichte des Kreationismus seit George McCready Price und der von ihm neubelebten Kataklysmentheorie und der sogenannten Flutgeologie, die dann von John C. Withcomb und Henry M. Morris weiterentwickelt wurde.

### Schlussthesen
In den Schlusskapiteln stellt Numbers vier Thesen zu der Frage vor, warum kreationistische Themen in den USA seit 1961 in ähnlicher Weise die öffentliche Debatten anheizen wie die Frage des Schwangerschaftsabbruchs. Zunächst vermutet Numbers, dass der Kreationismus für konservative Christen ein überzeugendes Weltbild darstellen könne, weil er „der Bibel einen Sinn gebe“; dann vermutet er einen Zusammenhang zwischen apokalyptischen christlichen Konzeptionen und dem Kreationismus, weil kreationistische Thesen ein zur Apokalyptik passendes Geschichtsbild lieferten. In Übereinstimmung mit Thesen von Robert Wuthnow nimmt Numbers an, dass die Einmischung der amerikanischen Regierung in Fragen der Erziehung und des Lehrplans an den Schulen seit den 1960er Jahren verschiedene Formen von Protesten hervorgerufen habe, von denen der Kreationismus einer sei. Schließlich behauptet Numbers, dass die Kreationisten in den USA sich zum Sprachrohr einer populistischen Kritik an den intellektuellen Eliten gemacht hätten. Das Zusammenspiel dieser Faktoren habe zu der unerwarteten Popularität kreationistischer Thesen in der amerikanischen Öffentlichkeit der letzten Jahrzehnte geführt.

## Weitergehende Forschungen seit dem Erscheinen des Buches
Numbers und eine Reihe amerikanischer Wissenschaftshistoriker haben seit dem Erscheinen des Buches und der ungewöhnlich positiven Resonanz in der wissenschaftlichen Welt ebenso wie in kirchlichen Kreisen zahlreiche Folgestudien durchgeführt.

### Abgeschlossene Arbeiten
Neben der Veröffentlichung von Quellen und diversen Lexikonartikeln konzentrierte sich Numbers vor allem auf die Frage, wie verschiedene soziale Gruppen in der englischsprachigen Welt in der zweiten Hälfte des 19. Jahrhunderts in den USA und außerhalb der USA auf die zunehmende Popularität der Darwin’schen Thesen reagierten. Die Ergebnisse dieser Studien trugen Numbers und John Stenhouse in dem Sammelband Disseminating Darwinism zusammen. David Livingstone untersuchte dabei die Situation in England und Irland im Vergleich zu den USA. Barry Butcher untersuchte die Situation in Australien, John Stenhouse die in Neuseeland und Suzanne Zeller die in Kanada. Während Numbers und Lester Stephens die besondere Situation des amerikanischen Südens untersuchten, beschäftigten sich andere Autoren mit den Reaktionen konfessionell verschiedener Gruppen wie Protestanten, Katholiken, und jüdischer Autoren. Eigene Studien wurden den Stellungnahmen von farbigen Autoren und von Frauen gewidmet.
In dem Buch Darwin comes to America trug Numbers die Antworten und Reaktionen von Wissenschaftlern sowie wissenschaftlichen und kirchlichen Organisationen in den USA auf den Darwinismus in der Zeit um 1900 zusammen. Numbers weist in diesem Buch nach, dass Vertreter beider Gruppen die jeweiligen Konzepte als umstritten ansahen.
In der gemeinsam mit David Lindbergh verfassten Studie When Science and Christianity Meet untersucht Numbers das Verhältnis von religiösem Denken und Naturwissenschaft seit Galilei. Die Vorgeschichte kosmologischen Denkens hatte Numbers schon in seiner Dissertation Creation by Natural Law: Laplace’s Nebular Hypothesis in American Thought untersucht.
In der erweiterten Auflage von The Creationists fasst Numbers im Schlusskapitel „Creationism goes Global“ Studien und Dokumentationen zusammen, die sich mit der weltweiten Ausbreitung des Kreationismus beschäftigen. Die Situation in den ehemaligen Commonwealth-Staaten, die in Disseminating Darwinism in den 90er Jahren erstmals untersucht worden waren, wurde aktualisiert. Neu hinzu kamen Untersuchungen zur Situation in Europa, in Ländern der Dritten Welt, in den islamischen Ländern, in Israel sowie zum sog. Identity Creationism.
In dem 2007 erschienenen, von Numbers herausgegebenen Sammelband Science and Christianity in Pulpit and Pew finden sich Untersuchungen zu den Einstellungen verschiedener christlicher Denker gegenüber den Naturwissenschaften seit dem 17. Jahrhundert.

### Laufende Studien und Buchreihen
Für die Studien zu The Creationists hatte Numbers von über 75 verschiedenen Personen und Institutionen die Erlaubnis erhalten, die Nachlässe zu untersuchen. Auf dieser Grundlage gab Numbers mit anderen Wissenschaftlern zusammen bei Garland Publishing Inc. die Reihe Creationism in Twentieth-Century America heraus, in der die Nachlässe verschiedener Kreationisten verarbeitet werden. Bisher sind Bände zu frühen anti-evolutionistischen Veröffentlichungen vor dem Ersten Weltkrieg und Dokumentationen zu Arthur I. Brown, Harold W. Clark und Frank Lewis Marsh erschienen.
Seit Jahren arbeitet Numbers zusammen mit David C. Lindberg an der auf acht Bände angelegten Cambridge History of Science, von der bisher vier Bände erschienen sind.

### In Planung befindliche Arbeiten
Derzeit arbeitet Numbers an einem Buch über amerikanische Wissenschaftsgeschichte, das unter dem Titel Science and the Americans: A History bei Basic Books erscheinen wird.

## Kommentare zu dem Buch
Numbers’ Buch ist in der Presse, in der wissenschaftlichen Fachwelt und von kirchlichen Autoren gleichermaßen gelobt worden. Martin Gardner sagte: “Now at least we have a detailed, objective, accurate, carefully documented history of modern creationism”. Der Darwin-Biograf James R. Moore kommentierte: “A riveting expose based on prodigious research and written with verve and tact.” Frank M. Turner von der Yale University nannte das Buch “a major and lasting contribution to American intellectual, religious and scientific history”. Robert Wuthnow von der Princeton University kommentierte schlicht: “A major achievement”. Edward J. Larson von der University of Georgia erklärte: “Historians of science and religion have long recognized The Creationists as the finest historical examination of the intellectual origins and developement of anti-evolutionism in America.” Michael Ruse, ein Kollege von Numbers von der Florida State University, bestimmte kurz und bündig: “Ronald Numbers’ book The Creationists is a modern classic”. Steve Paulson schrieb in The Salon: “The Creationists, which Harvard University Press has just reissued in an expanded edition, is probably the most definitive history of anti-evolutionism.” Ian Hacking nannte das Buch in der linksliberalen Zeitschrift The Nation “A great reference work”. Alan Cane schrieb in der Financial Times: “A classic text, now updated and expanded”. Pius Charles Murray erklärte im Library Journal: “An informative, well-researched intellectual history of the origins of the contemporary creation science movement”. Francis B. Harrold schrieb in den Reports of the National Center for Science Education: “This book is an intellectual history of religiously inspired anti-evolutionism, primarily in the US, since the latter 19th century. It is a meticulous work by a distinguished historian”, und Elliott Sober, Hans Reichenbach Professor of Philosophy und Numbers Kollege an der University of Wisconsin, Madison, sagte zu dem Buch: “Numbers tells the fascinating story of how Creationism has mutated, adapted, and evolved in a changing social and scientific environment. Those who wish to understand current opposition to Darwinism, and the larger question of how science and religion interact, must read this book.”

## Ehrungen
Für seine Arbeiten zum Kreationismus hat Numbers in den USA verschiedene Auszeichnungen erhalten. Für das Buch The Creationists erhielt er den Albert C. Outler Prize für Ökumenische Kirchengeschichte, für das Buch Darwin comes to Amerika 1999 den „Templeton Foundation Prize for Outstanding Books in Theology and the Natural Sciences“. Zuletzt hielt er im Jahre 2006 bei der Feier „100th anniversary of the Terry Lectures“ an der Yale University eine der Terry Lectures.